# Молко, Брайан
Бра́йан То́мас Мо́лко Фа́ррел (англ. Brian Thomas Molko Farrel; р. 10 декабря 1972 года, Брюссель, Бельгия) — шотландско-американский музыкант и автор песен. Больше всего известен как вокалист, гитарист и автор песен британской группы Placebo.

## Ранние годы
Молко родился в Брюсселе, Бельгия, в семье американского международного банкира франко-итальянского происхождения и матери-шотландки. У него есть старший брат по имени Стюарт. Его семья часто переезжала с места на место всё его детство: они, в частности, побывали в Шотландии, Либерии, Ливане и Люксембурге. «Местом, где я вырос» Молко называет родной город матери, Данди, в Шотландии. Семья придерживалась строгих правил, родители не одобряли желание Брайана стать артистом, отец хотел, чтобы Брайан стал банкиром.
Сначала Молко поступил в Европейскую школу Люксембурга, но вскоре бросил обучение из-за унижений со стороны других учеников. Позже он поступил в Американскую международную школу Люксембурга (AISL), стал изучать драматургию в Голдсмитском колледже в Лондоне.

## Карьера
Молко и Стефан Олсдал учились вместе в AISL (однако никогда не были друзьями), когда Брайан приехал в Лондон, они со Стефаном вновь встретились, на сей раз на станции метро South Kensington, и Молко пригласил его на одно из выступлений в клубе, которое он играл вместе со Стивом Хьюиттом.
Вместе с Хьюиттом и Олсдалом Молко сыграл в фильме «Бархатная золотая жила».
Во время живых выступлений Placebo Молко играет на нескольких инструментах, включая гитару, бас-гитару, клавишные, губную гармонику и саксофон.

## Личная жизнь
Открытый бисексуал. В октябре 2005 года у Молко и его девушки, фотографа Хелены Берг, родился сын Коди. В июне 2009 года в интервью Молко, будучи отцом-одиночкой, рассказывает об отцовстве и любви к своему сыну.
Молко открыто говорил о своем употреблении наркотиков: в интервью Kerrang! он признался, что героин был единственным наркотиком на этой планете, который он не пробовал. Однако позже он признался, что употреблял героин. Фармацевтические препараты также упоминаются, о чём свидетельствует название группы, а также альбом Meds и его заглавный трек. В 2016 году он заявил, что полностью отказался от наркотиков после записи и выпуска Meds.
В декабре 2012 года Молко получил почетную стипендию от Голдсмит-колледжа Лондонского университета.

## Дискография
В качестве гостевого вокалиста и в коллаборации с другими музыкантами и группами вне основной дискографии Placebo:
- Dream City Film Club[англ.] — Some, Billy Chic (1998)
- Джастин Уорфилд — Spite & Malice (2000)
- Alpinestars — Carbon Kid (2002)
- Trash Palace[англ.] — The Metric System, Je T’aime, Moi Non Plus, Can’t Get You Out of My Head (2002)
- Джейн Биркин — Smile (2003)
- Кристин Янг[англ.] — No Other God (2004)
- Indochine — Pink Water 3 (2005)
- Timo Maas[англ.] — Pictures, Like Siamese, First Day, College 84 (2005)
- The Cure — If Only Tonight We Could Sleep (2006)
- AC Acoustics[англ.] — Crush (2008)
- Hotel Persona — Modern Kids (2008)
- Faultline[англ.], Франсуаза Арди — Requiem for a Jerk (2008)
- Майкл Стайп — Broken Promise (2009)
- Michel Bisceglia[англ.] — Across the Universe, Ne me quitte pas (2010)
- Losers[англ.] — Summertime Rolls (2011)
- Fiona Brice[англ.] — West End Girls (2012)
- Азия Ардженто — Je T’aime, Moi Non Plus (2013)
- WestBam — Sick (2013)
- Blackfield — Under My Skin (Sirens Remix) (2021)
- Tinlicker — Nowhere to Go (2024)

## Фильмография
- 1998 — Бархатная золотая жила / Velvet Goldmine (в роли Малькольма из группы Flaming Creatures)
- 1999 — Жестокие игры / Cruel Intentions (песня «Every You Every Me»)
- 2001 — Последняя поездка Сью / Sue’s Last Ride (исполнительный продюсер)
- 2005 — Чамскраббер / The Chumscrubber (песня «Pure Morning»)
- 2016 — Placebo: Alt.Russia